# Joshua Sasse
Joshua Seymour Sasse, lepiej znany jako Joshua Sasse  (ur. 9 grudnia 1987 w Westminster) – brytyjski aktor i producent filmowy i telewizyjny.

## Życiorys

### Wczesne lata
Urodził się w Westminster w dzielnicy środkowego Londynu jako syn Dominica Sasse i Mary Rosalind Macauley (ur. 30 września 1953), która wyszła za mąż 13 maja 1978. Dorastał w Londynie ze starszą siostrą Lydią (ur. 24 listopada 1982).
Studiował aktorstwo w Hurtwood House College, a następnie Cygnet Training Theatre w Exeter.

### Kariera
Debiutował na ekranie jako Rixie w gangsterskim filmie The Big I Am (2010) u boku Michaela Madsena i Leo Gregory. 
Latem 2010 został zaangażowany do roli w musicalu West End Mamma Mia! na scenie Prince of Wales Theatre w Londynie.
W sitcomie sci-fi ABC The Neighbors (2014) wystąpił jako DJ Jazzy Jeff. Zagrał tytułową postać w serialu Galavant (2015).

### Życie prywatne
W listopadzie 2015 związał się z australijską piosenkarką Kylie Minogue. W lutym 2016 roku ogłosili zaręczyny, a w 2017 roku rozstali się z powodu zdrady, której dopuścił się aktor.
Jest fanem fitness i entuzjastą mody. Angażuje się w humanitarną kampanię m.in. dla zachowania zagrożonych dzikich zwierząt w Wietnamie.